# إدوارد ديمين
إدوارد ديمين (بالروسية: Эдуард Викторович Дёмин)‏ هو مدرب كرة قدم ولاعب كرة قدم روسي في مركز الدفاع، ولد في 26 مارس 1974 في كالوغا في روسيا. لعب مع أسمرال موسكو ودينامو موسكو ونادي كوبان كراسنودار.